# Apollo (grupa literacka)
Apollo - stowarzyszenie poetów, działające w Egipcie w latach 1927–1935, założone przez Abu Szadiego Ahmada Zakiego, które miało na celu podnoszenie poziomu poezji arabskiej, kontynuowanie odrodzenia artystycznego, promowanie młodych poetów reprezentujących różne kierunki twórcze, krzewienie idei więzi między poetami, szlachetnego współzawodnictwa, solidarności i wzajemnej pomocy. 
Stowarzyszenie związane było z czasopismem Apollo, na łamach którego ukazywały się utwory poetyckie, teksty krytycznoliterackie i przekłady poezji z języka angielskiego i francuskiego. Do Apollo należeli poeci z różnych krajów arabskich nie tylko z Egiptu, m.in.: Abu l-Kasim asz-Szabbi (1909-1934), Ibrahim Nadżi (1898-1953), Muhammad 'Abd al-Mu'ti al-Hamszari (1908-1938), 'Ali Mahmud Taha (1902-1949), Hasan Kamil as-Sirafi (1908). Nurtem dominującym w twórczości poetów Apollo był romantyzm.